# Váci NKSE
Maillots
Le Váci NKSE (en hongrois Váci Női Kézilabda Sport Egyesület) est un club hongrois de handball féminin de la ville de Vác. Après de longues années dans les divisions inférieures, le club joue enfin sa première saison dans l'élite en 1998. Depuis cette année, l'équipe est en pleine progression, plusieurs joueuses internationales hongroises ont joué à Vác. Aujourd'hui, de jeunes joueuses très talentueuses font partie du club. Le meilleur résultat est pour l'instant une troisième place dans le Championnat Hongrois en 2010. Le club joue d'ailleurs depuis plusieurs années dans des coupes européennes, comme la Coupe des Vainqueurs de Coupe ou encore la Coupe EHF, sans succès notable jusqu'à présent.
Le nom complet du club est SYMA-Váci NKSE, à cause du nom du sponsor le plus important du club, la société SYMA+S.D. Kft.

## Palmarès
- Championnat de Hongrie NBI.
  -  Troisième :  2010

- Coupe de Hongrie (Magyar Kupa)
  -  Troisième :  2003
  -  Troisième :  2005

- Coupe des Vainqueurs de Coupe
  - Quart de finale :  2004

- Coupe EHF
  - Quart de finale :  2011

## Effectif actuel
| Gardiennes - 1 Edina Juhász - 12 Orsolya Herr - 16 Blanka Bíró Ailières - 7 Virág Vaszari - 9 Zsuzsa Baross - 19 Nikolett Pomozi - 21 Kitti Gróz | Pivots - 3 Lucia Uhráková - 10 Rea Mészáros - 18 Andrea Fülöp Arrières - 4 Bianka Barján - 15 Kinga Klivinyi - 19 Viktória Rédei-Soós - 24 Szabina Tápai - 86 Bernadett Temes |

## Staff technique
- Président :  András Szántó
- Entraîneur :  András Németh
- Directeur technique :  József Nyári
- Manager :  Erika Kirsner
- Préparateur physique :  Zsuzsanna Simon
- Masseur :  Adrienn Nagy